# Mary Sheepshanks
Mary Sheepshanks (Liverpool, 25 oktober 1872 - Hampstead, 21 januari 1960) was een pacifist, feminist, journalist, socialist en sociaal werker. Ze is niet te verwarren met de in 1931 geboren gelijknamige auteur.

## Jeugd en opleiding
Haar vader, John Sheepshanks, was een Anglicaanse bisschop (zelf zou Mary later een atheïst worden). Ze had twaalf broers en zussen, waardoor haar moeder, Margaret Ryott, weinig aandacht aan haar besteedde. Ook met haar vader had ze een slechte relatie. Ze ging naar de Liverpool High School for Girls en in 1889, op haar zeventiende, vertrok ze naar Kassel om daar Duits te leren. In 1891 begon ze een studie middeleeuwse en moderne talen aan het Newnham College in Cambridge.

## Carrière en maatschappelijke betrokkenheid

###### Sociaal werk
Tijdens haar studie begon Sheepshanks met het leren lezen aan volwassenen in de arme wijk Barnwell. Ze werd vrienden met Bertrand Russell, door wiens progressieve ideeën ze werd beïnvloed. Haar vader was het dusdanig met deze ideeën oneens dat hij Mary verzocht niet meer thuis te komen in de vakanties.
In 1895 sloot ze zich aan bij de Women's University Settlement in Southwark. Het idee achter deze Settlement was om jonge mensen met een universitaire opleiding in arme wijken te laten wonen om zo de bevolking te kunnen helpen. Twee jaar later, in 1897, werd Sheepshanks benoemd tot vice-rector van het Morley College for Working Men and Women in Londen, waar ze onder andere Virginia Woolf en Christabel Pankhurst vroeg om les te komen geven.

#### Vrouwenkiesrecht
Christabel Pankhurst kwam in 1907 op verzoek van Sheepshanks naar Morley College en sprak daar bij een debat over vrouwenkiesrecht. Sheepshanks besloot het debat er mee dat vrouwen stemrecht zouden moeten krijgen omdat het goed zou zijn voor vrouwen en voor de staat. Sheepshanks was zelf geen suffragette, maar een meer gematigde suffragist omdat zij geen voorstander was van gewelddadige actievoering. Wel waardeerde ze de getoonde moed van de suffragettes.
Ze sloot aan bij de National Union of Women's Suffrage Societies en hield in 1913 een tour met lezingen over kiesrecht in Europa, waar ze ook in het Frans en Duits sprak over diverse onderwerpen die vrouwen aangingen. Datzelfde jaar, tijdens het Internationale Congres van Vrouwen in Boedapest, werd ze secretaris van de International Alliance of Women en hoofdredactrice van het bijbehorende tijdschrift Ius Suffragii, aangemoedigd door Jane Addams.

#### Pacifisme en Ius Suffragii
Sheepshanks was een groot tegenstander van de Eerste Wereldoorlog. Meerdere malen riep ze in de Ius Suffragii op tot ontwapening en vrede. Zo schreef ze aan het begin van de oorlog:
"Armaments must be drastically reduced and abolished, and their place taken by an international police force. Instead of two great Alliances pitted against each other, we must have a true Concert of Europe. Peace must be on generous, unvindictive lines, satisfying legitimate national needs, and leaving no cause for resentment such as to lead to another war. Only so can it be permanent."
Naast een algemene pacifistische houding zette Sheepshanks zich er ook voor in om de verslaggeving over vrouwenkiesrecht niet door de oorlog te laten beïnvloeden. Zij probeerde informatie te blijven geven over vrouwen die bij de Centrale mogendheden hoorden. Dit deed ze door bijvoorbeeld lezers uit neutrale landen op te roepen om nieuws door te geven. Ook sprak ze zich uit voor de opvang van Belgische vluchtelingen in Groot-Brittannië en werd een International Women's Relief Committee in de kantoren van de Ius Suffragii gehuisvest. Haar neutrale aanpak werd haar niet altijd in dank afgenomen, aangezien veel van haar collega-kiesrechtstrijdsters ook erg patriottistisch waren ingesteld. Ook de pers viel haar op haar overtuigingen aan en Sheepshanks zag zich genoodzaakt om een speciaal dossier voor 'anonieme beledigingen' te openen. Er kwamen ook verdedigingen van haar beleid, en na de oorlog kwamen er diverse dankbetuigingen bij Sheepshanks binnen.

#### Na de oorlog
In 1918 werd Sheepshanks benoemd tot secretaris van de Fight the Famine Council, een organisatie die zich bezig hield met de behoefte aan een nieuwe economische orde in Europa. In 1920 verzocht ze de Volkenbond om Duitsland toe te laten en de herstelbetalingen te herzien. Ze werd in 1927 internationale secretaris van de Women's International League for Peace and Freedom en nam in 1931 weer ontslag omdat ze zich niet meer goed in de standpunten van andere bestuursleden kon vinden. Ze bleef doorgaan met actie voeren en hulp bieden op het gebied van oorlog, zoals het vinden van huizen voor gevluchte Baskische kinderen.
De Tweede Wereldoorlog stemde Mary Sheepshanks zeer pessimistisch, ze schreef bijvoorbeeld aan haar nichtje:
"[...] I admit that this war has made me deeply pessimistic, the incedible savagery and beastliness of the Germans and the immeasurable suffering they caused make me despair of human nature [...]"
Daarnaast was ze een tegenstander van grootschalige bombardementen en maakte ze zich zorgen over de gevolgen van de atoombom.
Gedurende haar laatste levensjaren leed ze aan diverse aandoeningen, zoals artritis. In 1955 schreef ze haar memoires. Door haar steeds slechter wordende gezondheid en het feit dat haar hulp had opgezegd, besloot ze zelfmoord te plegen in plaats van naar een verzorgingstehuis te gaan. Ze overleed op 21 januari 1960 in haar huis in Hampstead, Londen.